# Bohnapfel
Bohnapfel sinónimo: Grosser Rheinischer Bohnapfel es el nombre de una variedad cultivar de manzano (Malus domestica). 
Una variedad de manzana cultivada, que pertenece al grupo de manzanas alemanas antiguas de la herencia, que tiene su origen en  Neuwieder Becken. Esta variedad fue la elegida por la asociación de pomólogos como la variedad de huerto del año 2001 en los estados federados de Sarre / Renania-Palatinado. Tolera la zona de rusticidad delimitada por el departamento USDA, de nivel 5.

## Sinonimia
- "Grosser Rheinischer Bohnapfel",
- "Anhalter",
- "Anhänger",
- "Bobovoe",
- "Bobovoe bolsoe",
- "Bohn-alma",
- "Bohnovo velke jablko",
- "Glöckleapfel",
- "Grochowka",
- "Gross-Bohn",
- "Grossa di Bohn",
- "Grosser Bohn Apfel",
- "Grosser Rheinischer Bohn",
- "Pomme Bohn",
- "Pomme Haricot",
- "Rabiner",
- "Rheinischer Bohnapfel",
- "Reinskoe bobovoe",
- "Salzhauser Rheinischer",
- "Schafskopf",
- "Strömapfel",
- "Strýmka",
- "Wax Apple",
- "Weinapfel",
- "Weisser Bohn Apfel",
- "Zimmermännle".

## Historia
'Bohnapfel' es una variedad de manzana alemana antigua de la herencia, que se originó como una plántula al azar, posiblemente en algún momento a mediados del siglo XVIII en el municipio de Neuwieder Becken, en el estado federado de Renania-Palatinado (Alemania).

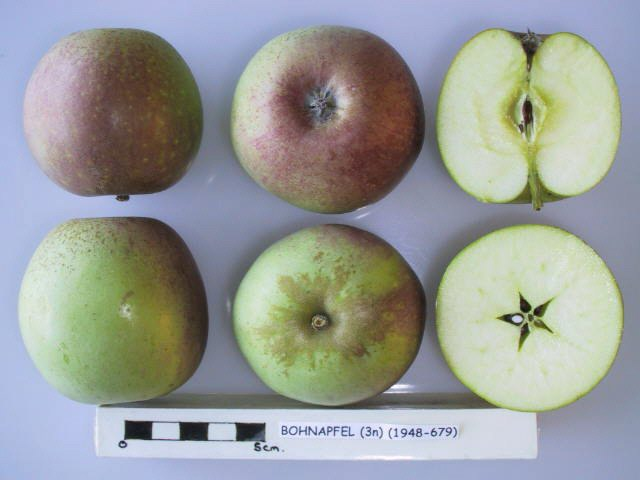
Secciones cruzadas de la variedad 'Bohnapfel' en el National Fruit Collection.

La variedad fue descubierta entre 1750 y 1800 como una plántula casual en la cuenca de Neuwied en el Medio Rin. En la década de 1920, la variedad de manzana 'Bohnapfel' fue una de las tres variedades de manzana elegidas como variedades de frutas imperiales. En Renania-Palatinado es una de las variedades tradicionales más comunes en la actualidad.

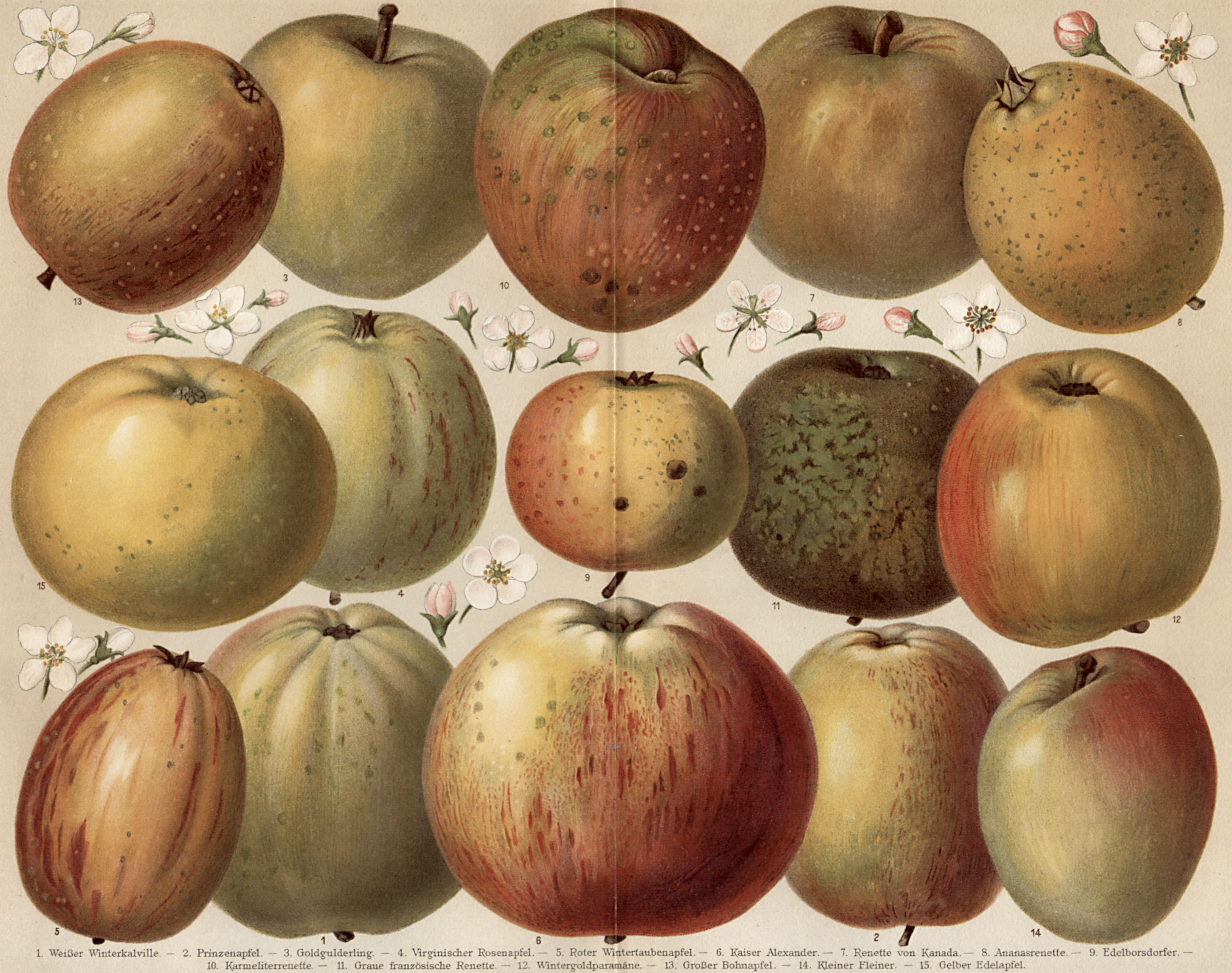
Variedades de manzana según el sistema pomológico de Diel-Lucas

Esta variedad fue la elegida por la asociación de pomólogos de Alemania como la «"Obstsorte des Jahres 2001, 
Saarland / Rheinland-Pfalz"» (variedad de huerto del año 2001) en los estados federados de Sarre / Renania-Palatinado, para en vista de sus propiedades favorables, utilizarla ampliamente para fomentar su cultivo.
'Bohnapfel' está cultivada en diversos bancos de germoplasma de cultivos vivos tales como en National Fruit Collection (Colección Nacional de Fruta) de Reino Unido con el número de accesión: 1948-679 y nombre de accesión: Bohnapfe.

## Características
'Bohnapfel' árbol de crecimiento alto con copa ancha y densa, pueden envejecer mucho y formar grandes copas esféricas. Los árboles son bastante robustos y resistentes solo dan manzanas después de unos años, y el rendimiento varía mucho de un año a otro debido a la vecería. La variedad es bastante tolerante al clima, y por lo tanto, también es adecuada para el cultivo en lugares más altos y expuestos, en parte porque los frutos cuelgan firmemente del árbol. Sin embargo, los frutos no maduran lo suficiente en las laderas orientadas al norte y en altitudes demasiado altas. Pero no es apta como donante de polen por ser triploide. Tiene un tiempo de floración que comienza a partir del 6 de mayo con el 10% de floración, para el 11 de mayo tiene una floración completa (80%), y para el 18 de mayo tiene un 90% caída de pétalos.
'Bohnapfel' tiene una talla de fruto de mediano a grande con altura promedio de 67.50mm, y anchura promedio 67.00mm; forma del fruto redondeado, y a veces, más alta que ancha, y la forma de la fruta varía significativamente más que con otras variedades de manzana, y con corona débil a media; epidermis cuya piel es lisa, brillante, con un color de fondo verde que se torna verdoso-amarillenta en la madurez, que muestra sobre color (30-50%) con franjas y rubores de rojo brillante, franjas rojas bien definidas en la cara soleada y finas manchas en la piel, y ocasionalmente un delicado rojizo, que está marcado con numerosas pequeñas lenticelas, y otras de ruginoso-"russeting" están esparcidas escasamente sobre las caras, ruginoso-"russeting" (pardeamiento áspero superficial que presentan algunas variedades) débil-medio; cáliz con ojo de tamaño medio, y cerrado o ligeramente abierto, colocado en una cuenca poco profunda; pedúnculo de longitud mediano a largo y medianamente robusto, colocado en una cavidad poco profunda y estrecha que está rodeada por una fina mancha de ruginoso-"russeting"; pulpa es de color verdosa, de grano grueso, firme y jugosa, con un sabor ligeramente dulce a dulce con una acidez distintiva. Una manzana excelente si se deja madurar por completo en el árbol. Muy duro cuando madura por primera vez, pero se ablanda progresivamente durante el almacenamiento y puede volverse bastante harinoso si se almacena demasiado tiempo.
Las manzanas se consideran una variedad de invierno. Su tiempo de recogida de cosecha se inicia desde mediados de octubre hasta principios de noviembre y están listas para comer a partir de febrero, y duran hasta junio. La pulpa de la fruta es dura y ácida cuando está madura en el árbol, y solo se vuelve suave, jugoso y ligeramente agridulce después de madurar. En frío la fruta permanece en óptimas condiciones durante cuatro meses y se puede conservar hasta ocho meses.

## Usos
- Muy buena para la producción de jugo de fruta.
- Para consumirlo en fresco como manzana de mesa es menos recomendada.
- En uso en cocina, y como rodajas de manzana seca.
- Buena para la elaboración de sidra tanto blanda como dura. Hace una buena sidra monovarietal del grupo "Agrio". ºBrix: 11,7 / Acidez: 6,6 / Sg: 1.0471.[11][8][7][9]

## Ploidismo
Triploide, polen estéril. Grupo de polinización: D, Día 12.

## Susceptibilidades
- El cancro de los árboles frutales puede ser un problema cuando se cultiva en lugares frescos y húmedos,
- Altamente resistente al fuego bacteriano,
- Susceptible a la sarna del manzano.[7]